# 短萼齿木属
短萼齿木属（学名：Brachytome）是茜草科下的一个属，为灌木或小乔木植物。该属共有4种，分布于印度、马来西亚。
本属模式种：短萼齿木 Brachytome wallichii Hook. f.